# Walther von La Roche
Walther von La Roche (* 29. Februar 1936 in München; † 9. Mai 2010 in Herrsching am Ammersee) war ein deutscher Journalist und Journalismus-Lehrer. Bis 2006 lehrte er als Honorarprofessor für Radiojournalismus an der Universität Leipzig. Er war Begründer und Herausgeber der Journalismus-Lehrbuchreihe Journalistische Praxis.

## Leben
Erste journalistische Erfahrungen sammelte Walther von La Roche schon als Schüler: Er gründete die Schülerzeitung „Unser Sprachrohr“ am Wilhelmsgymnasium München sowie die „Presse der Jugend“ (später Junge Presse Bayern).
Nach dem Abitur 1954 begann er ein Studium der Rechtswissenschaften an der Ludwig-Maximilians-Universität München, das er mit dem Assessor-Examen abschloss. Das Studium finanzierte La Roche durch freie Mitarbeit als Journalist bei Rundfunkanstalten, Zeitschriften und Zeitungen. 1956 erhielt er ein Stipendium des Werner-Friedmann-Instituts in München, dem Vorläufer der Deutschen Journalistenschule. La Roche absolvierte Praktika bei den Tageszeitungen „Mannheimer Morgen“ und „Berliner Morgenpost“ sowie beim Bundespresseamt und beim Bayerischen Rundfunk.

## Berufliche Tätigkeit
Ab 1961 arbeitete er hauptberuflich beim Bayerischen Rundfunk als Redakteur und Moderator. Zwischen 1967 und 1971 leitete er den Jugendfunk, danach bis 1978 das Ressort „Ausbildung und Redaktion Recht“. Von da an war er 18 Jahre lang, bis zu seinem Eintritt in den Ruhestand, Nachrichtenchef des BR-Hörfunks. Bis 1985 war Walther von La Roche beim Bayerischen Rundfunk zudem zuständig für die Ausbildung in den Bereichen Hörfunk und Fernsehen. In seiner Zeit als Jugendfunk-Chef baute er die Welle Bayern 3 mit auf. Zusammen mit Gert Heidenreich initiierte er dort die Sendung Pop Sunday.

## Mitgliedschaften
Walther von La Roche gehörte der Deutschen Gesellschaft für Publizistik- und Kommunikationswissenschaft und dem Studienkreis Rundfunk und Geschichte an; er war Ehrenmitglied der Deutschen Journalistenschule.

## Herausgeberschaft
La Roche hat zahlreiche Bücher und Aufsätze verfasst, darunter das Standardwerk „Einführung in den praktischen Journalismus“, das 1975 erstmals veröffentlicht wurde. Seit 2017 erscheint es, bearbeitet von Klaus Meier und Gabriele Hooffacker, unter dem Titel „La Roches Einführung in den praktischen Journalismus“. Er war Begründer und Herausgeber der Buchreihe Journalistische Praxis. Ab 2006 erschien die Reihe beim Econ Verlag, seit 2013 im Verlag Springer VS; Mitherausgeberin und seit 2010 alleinige Herausgeberin ist Gabriele Hooffacker.